# Gyrinophilus subterraneus
Gyrinophilus subterraneus é um anfíbio caudado da família Plethodontidae endémica da Virgínia Ocidental.